# Ernest Sound
De Ernest Sound is een zeestraat in de Alexanderarchipel in de Alaska Panhandle in het zuidoosten van Alaska in de Verenigde Staten.

## Geografie
De zeestraat heeft een lengte van 48 kilometer en strekt zich uit van het zuiden van Wrangell Island in het noordoosten tot aan de monding in Clarence Strait in het zuidwesten. Het waterlichaam scheidt de eilanden Wrangell Island en Etolin Island in het noordwesten van het Cleveland Peninsula van het vasteland van Alaska in het zuidoosten. Ter hoogte van de monding in Clarence Strait heeft het een breedte van ongeveer 6,4 kilometer en gaat vanuit daar in noordelijke richting. Ter hoogte van Point Warde (tegenover Wrangell Island waar het waterlichaam een bocht maakt van ongeveer 90°) gaat de zeestraat verder onder de naam Bradfield Canal in noordoostelijke richting en is ze nog maar 1,6 kilometer breed. Tussen Wrangell Island en Etolin Island ligt de Zimovia Strait die in de Ernest Sound uitmondt.
Een doorgang naar Wrangell door Ernest Sound, het Bradfield Canal, Blake Channel en Eastern Passage is haalbaar en wordt soms gebruikt. Kleine vaartuigen gebruiken Zimovia Strait vaak. De voornaamste gevaren in het hoofdgedeelte van Ernest Sound zijn McHenry Ledge, met een diepte van 0,9 meter diep; en een 5,5 meter hoge rots bij de ingang van Union Bay.
In de zeestraat bevinden zich talrijke eilanden, waarvan twee grote, één aan elke kant, ongeveer halverwege de lengte. Voor de kust van Etolin Island is dat Brownson Island en voor de kust van het vasteland Deer Island.
Het waterlichaam ligt in de mariene ecoregio Noord-Amerikaans Pacifisch Fjordland.

## Geschiedenis
Het werd voor het eerst doorkruist en in kaart gebracht in 1793 door James Johnstone, een van de officieren van George Vancouver tijdens zijn expeditie van 1791-1795. Vancouver noemde het later Prince Ernest's Sound, naar Prins Ernst August I van Hannover (later koning van Hanover).